# Channahon, Illinois
Channahon là một làng thuộc quận Will, tiểu bang Illinois, Hoa Kỳ. Năm 2010, dân số của làng này là 12560 người.

## Dân số
Dân số qua các năm:
- Năm 2000: 7344 người.
- Năm 2010: 12560 người.